# Ernst Pröckl

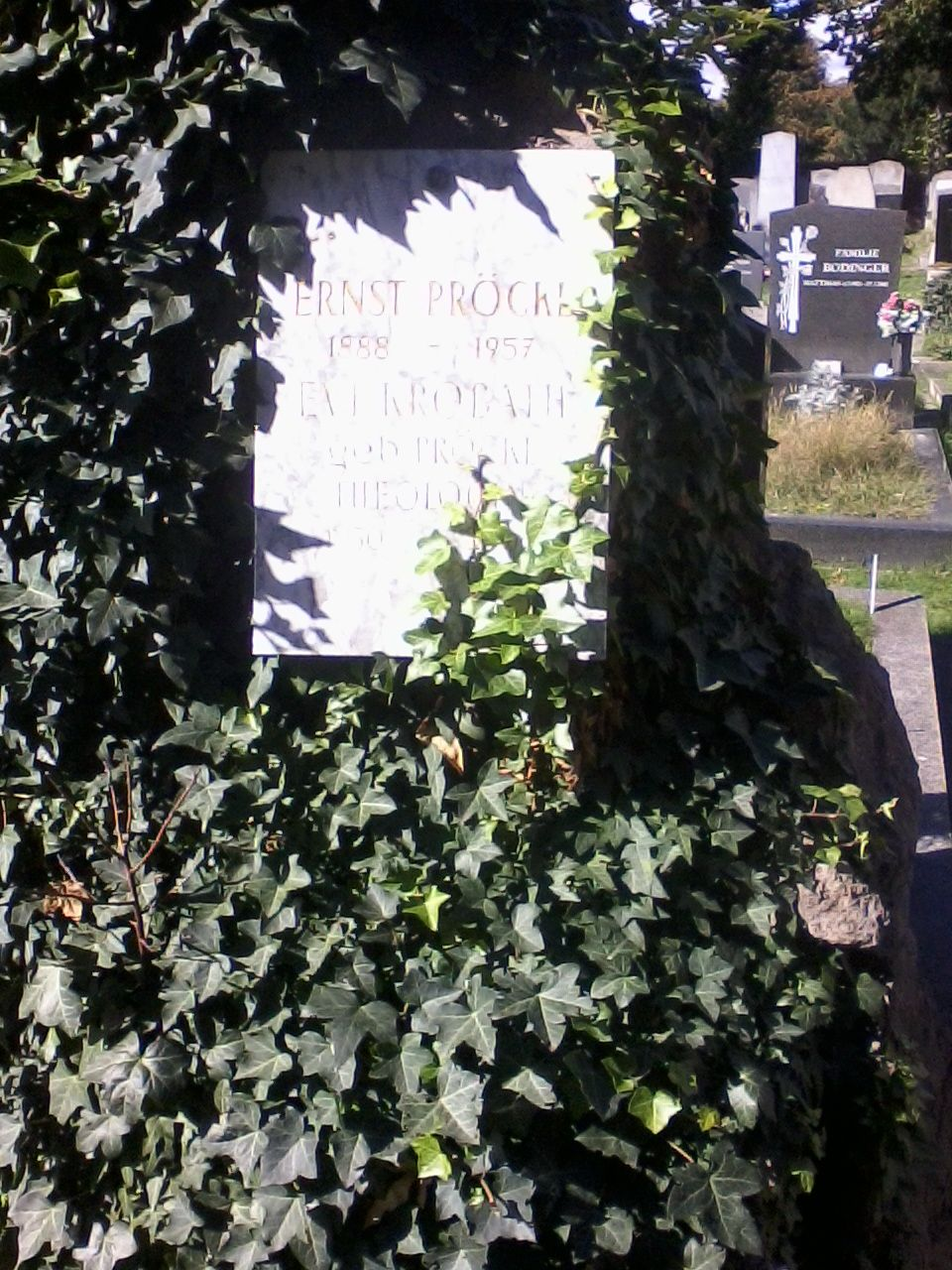
Grab von Ernst Pröckl

Ernst Johann Pröckl (* 21. Juni 1888 in Wien, Österreich-Ungarn; † 4. Dezember 1957 in Wien, Österreich) war ein österreichischer Schauspieler.

## Leben
Nach dem Besuch der Realschule ging Ernst Pröckl an die Wiener Akademie für Musik und Darstellende Kunst. Sein erstes Engagement fand er am Stadttheater Mainz und über das königliche Schauspielhaus Dresden und das Schauspielhaus Frankfurt am Main kam er nach Berlin, wo er zwischen 1918 und 1933 an verschiedenen Bühnen spielte. Zwischen 1933 und 1947 war er Mitglied des Ensembles des Volkstheaters in Wien und der „Insel“, ehe er ans Burgtheater berufen wurde. Der alte Schäfer Corinnus in Wie es euch gefällt war die letzte Rolle, in der er auftrat. Pröckl stand 1944 in der Gottbegnadeten-Liste des Reichsministeriums für Volksaufklärung und Propaganda.
Zu den Rollen von Pröckl zählten der Polonius im Hamlet oder der Squenz im Sommernachtstraum, aber auch im zeitgenössischen Repertoire wie in Hexenjagd von Arthur Miller und Das heiligen Experiment von Fritz Hochwälder zeigte er, manchmal nur in kleinen Partien, seine Charakterkunst.
Neben seiner Tätigkeit als Theaterschauspieler betätigte er sich als Sprecher beim Rundfunk, zuerst bei der RAVAG und nach dem Zweiten Weltkrieg bei der Sendergruppe Rot-Weiß-Rot. Zudem trat er in Spielfilmen auf, so in Der letzte Akt.
Er ruht auf dem Evangelischen Friedhof Wien-Simmering (VIII, Av. 9)

## Filmografie
- 1918: Erträumtes
- 1918: Europa postlagernd
- 1919: Das Lächeln der kleinen Beate
- 1919: Die schwarze Marion
- 1920: Frauenruhm
- 1920: Judith Trachtenberg
- 1921: Der Roman eines Dienstmädchens
- 1921: Nachtbesuch in der Northernbank
- 1921: Der zeugende Tod
- 1921: Die Flucht aus dem goldenen Kerker
- 1921: Die letzte Stunde
- 1922: Bigamie
- 1922: Jugend
- 1922: Die Dame und der Landstreicher
- 1923: Vineta. Die versunkene Stadt
- 1923: Der Schatz der Gesine Jakobsen
- 1923: Die Prinzessin Suwarin
- 1923: Das schöne Mädel
- 1924: Der Sprung ins Leben
- 1925: Liebesfeuer
- 1925: Ich liebe Dich
- 1925: Menschen am Meer
- 1926: Das süße Mädel
- 1927: Steh’ ich in finstrer Mitternacht
- 1928: Die Sache mit Schorrsiegel
- 1928: Sensations-Prozess
- 1928: Freiwild
- 1929: Autobus Nr. 2
- 1929: Adieu, Mascotte
- 1930: Namensheirat
- 1930: Das gestohlene Gesicht
- 1930: Wer hat Bobby gesehen?
- 1931: Liebeskommando
- 1931: Die Schlacht von Bademünde
- 1931: Gesangverein Sorgenfrei
- 1931: Das Ekel
- 1931: Madame hat Ausgang
- 1931: Kinder vor Gericht
- 1931: … und das ist die Hauptsache!?
- 1931: Moritz macht sein Glück
- 1932: Tannenberg
- 1932: Zwei glückliche Tage
- 1932: Es war einmal ein Walzer
- 1932: Der weiße Dämon
- 1932: Moderne Mitgift
- 1932: Tod über Shanghai
- 1932: Der schwarze Husar
- 1932: Kaiserwalzer
- 1932: Eine Tür geht auf
- 1933: Großfürstin Alexandra
- 1934: Salto in die Seligkeit
- 1934: Herr Kobin geht auf Abenteuer
- 1935: Tagebuch der Geliebten
- 1935: … nur ein Komödiant
- 1935: Bretter, die die Welt bedeuten
- 1936: Romanze
- 1936: Hannerl und ihre Liebhaber
- 1936: Schatten der Vergangenheit
- 1937: Liebling der Matrosen
- 1938: Frau Sixta
- 1939: Hotel Sacher
- 1939: Hilfe, Erpresser!
- 1939: Eine kleine Nachtmusik
- 1944: Das Herz muß schweigen
- 1949: Lambert fühlt sich bedroht
- 1953: Lavendel – eine ganz unmoralische Geschichte (Lavendel)
- 1953: Pünktchen und Anton
- 1955: Der letzte Akt
- 1955: Das Mädchen vom Pfarrhof
- 1956: Försterliesel